# 뤼미에르 형제
뤼미에르 형제는 오귀스트 마리 루이 니콜라 뤼미에르(프랑스어: Auguste Marie Louis Nicholas Lumière, 1862년 10월 19일 ~ 1954년 4월 10일)와 루이 장 뤼미에르(프랑스어: Louis Jean Lumière, 1864년 10월 5일 ~ 1948년 6월 6일)로 구성된 프랑스의 영화 제작자 형제이다. 
1895년 시네마토그래프를 발명하여 그것으로 영화를 만들었으며, 이후 기록 영화로 평가되는 장르에 속한 작품들을 제작하였다. 루이 뤼미에르는 구상에 따라 이미지와 틀, 조명, 움직임을 예리한 감각으로 구성하는 사실주의를 처음 다뤘다는 평가를 받는다. 주요 작품으로는 《리옹의 뤼미에르 공장을 나서는 노동자들(Sortie des Usines Lumière à Lyon)》 , 《열차의 도착(L'Arrivée d'un Train en Gare de la Ciotat)》 등이 있다.

## 생애
뤼미에르 형제는 프랑스의 브장송에서 태어났다. 1870년에 리옹으로 이사해서 형제는 리옹에서 가장 큰 기술 학교인 라 마르티니에르(La Martiniere)에 다녔다. 형제의 아버지인 샤를 앙투안 뤼미에르(1840년-1911년)가 운영하는 사진 회사에서 루이는 기술자로, 오귀스트는 경영자로 일했다. 루이는 고정 사진 인화에 몇 가지 발명을 했는데 가장 유명한 것은 건판 기법(dry-plate process)으로 이것은 움직이는 이미지를 나타내는 데 큰 발전이었다.
형제가 활동 사진을 만든 것은 아버지께서 은퇴하신 1892년의 일이었다. 그들은 필름 카메라에 이르기까지 중요한 기법들로 특허를 많이 얻었다. 특히 필름 퍼포레이션(perforation, 원래 에밀 레이노가 고안한 것으로 필름 양 가장자리 또는 한쪽에 뚫어진 연속된 작은 구멍을 일컫는다.)은 필름을 카메라와 프로젝터로 끌어올리는 역할을 했다. 1895년 2월 13일에 시네마토그래프에 대하여 특허를 받았으며, 이를 이용해서 처음으로 찍은 것은 그해 3월 19일로 기록되어 있다.
1895년 12월 28일, 프랑스의 한 카페에서 뤼미에르 형제는 자신들이 만든 작품을 영화사인 고몽을 통하여 사람들에게 보여 준다. 이때 상영된 세계 최초의 영화는 《열차의 도착》이라는 50초의 짧은 내용의 작품이였다. 이 영화는 아무런 스토리도 없이 단순히 열차가 도착하는 장면만 보여주는 것에 불과했지만 19세기 후반의 사람들에게는 충격 그 자체였다. 
엄청난 인기를 끌었던 영화는 다음해인 1896년에 베를린, 런던 등 유럽 주요 도시에 상영되었으며, 대성공을 거뒀다. 프랑스 전국의 도시와 상품전시회장에서 상영 횟수가 늘어가자, 뤼미에르 형제는 촬영기사를 양성하여 전세계로 파견시켰다. 당시 뤼미에르 형제에 고용된 기사로는 펠릭스 메스기시를 비롯, 프로미오, 무아송, 두블리에, 베이르, 세스티에 등이 꼽힌다. 1907년 뤼미에르 형제가 편집한 영상 카탈로그는 1,424편이 수록되었는데 이는 전체 제작규모의 3분에 1만 해당되는 것으로 알려져 있다.
실업가로서의 수완과 예술가로서의 재능이 부족했던 형제는 실사영화가 대중의 흥미를 끌지 못하고 흥행이 벽에 부딪치자, 이듬해 1897년부터는 경쟁사를 따라 익살스러운 코미디물이나 사극물도 제작하기 시작하였다. 그러나 1898년부터 뤼미에르 형제의 작품 흥행은 하락세로 접어들었으며, 1905년에는 제작사의 문을 닫아야 했다. 이후 형제는 영화에서 손을 떼고 평생을 컬러 사진 및 입체 사진 연구에 몰두하였다.

## 같이 보기
- 1895년 영화
- 1896년 영화
- 영화의 역사